# هیدی میچل
هیدی میچل (اسپانیایی: Jaydy Michel‎؛ زادهٔ ۲۰ دسامبر ۱۹۷۳) بازیگر، مدل اهل مکزیک است.
از فیلم‌ها یا مجموعه‌های تلویزیونی که وی در آن‌ها نقش داشته‌است، می‌توان به خانواده سرانو اشاره نمود.